# Bryantella smaragdus
Bryantella smaragdus is een spinnensoort in de taxonomische indeling van de springspinnen (Salticidae).
Het dier behoort tot het geslacht Bryantella. De wetenschappelijke naam van de soort werd voor het eerst geldig gepubliceerd in 1945 door Crane.